# Edoardo Amaldi

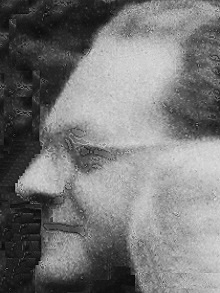
Edoardo Amaldi, London 1952

Edoardo Amaldi (ur. 5 września 1908 w Carpaneto, zm. 5 grudnia 1989 w Rzymie) – profesor fizyki na uniwersytecie „La Sapienza” w Rzymie, prowadził prace z zakresu fizyki jądrowej i cząstek elementarnych. Odkrył wraz z Enrico Fermim promieniotwórczość wywołaną naświetlaniem powolnymi neutronami. Od 1963 był członkiem zagranicznym Królewskiej Holenderskiej Akademii Sztuk i Nauk.